# Das Schwert des roten Giganten
Das Schwert des roten Giganten (Originaltitel: I giganti di Tessaglia) ist ein italienisch produzierter Fantasyfilm mit Elementen der Jason- und der Odysseus-Sage, den Riccardo Freda 1960 inszenierte, der sich später jedoch davon distanzierte. Im deutschen Sprachraum lief der Film erst Jahre später, am 6. März 1964, an.

## Handlung
Jason und Orpheus, der König von Thessalien, reisen auf der Suche nach dem Goldenen Vlies auf dem Schiff Argo nach Kolchis. Nachdem ein schwerer Sturm überstanden ist, muss sich Jason auf einer kleinen Insel mit einem Menschenfleisch liebenden Monster auseinandersetzen. Währenddessen muss sich seine Frau Creusa zu Hause des nicht nur machtlüsternen Adrastus' erwehren, der den Thron besetzen möchte.
Die Argonauten landen unterdessen auf einer weiteren, von Frauen unter der Führung von Gaia beherrschten Insel, die jedoch alle Männer in Böcke verwandeln. Jason überlistet die Frauen. Nach Ankunft in Kolchis kann er das Goldene Vlies mit sich nehmen und rechtzeitig in Thessalien eintreffen, um das üble Komplott von Adrastus aufzudecken. Er kann mit seinen Leuten Creusa direkt am Traualtar befreien, wobei allerdings Orpheus tödlich verwundet wird.

## Kritik
Das Monthly Film Bulletin bilanziert: „Das Drehbuch weist kaum Ähnlichkeit mit der Sage auf, statt dessen pappt es eine Reihe von aktionsbetonten Ereignissen, Schauplätzen und Charakteren aneinander, die […] weniger Konsistenz haben als die Comic-Strip-Formel, dem es seine Inspiration verdankt.“ Auch das Lexikon des Films wertete ablehnend: „Statt abenteuerlicher Unterhaltung verbreitet der Film Rummelplatzatmosphäre.“

## Bemerkungen
Der Soundtrack des Films erschien vollständig bei Digitmovies.